# 仲の神島

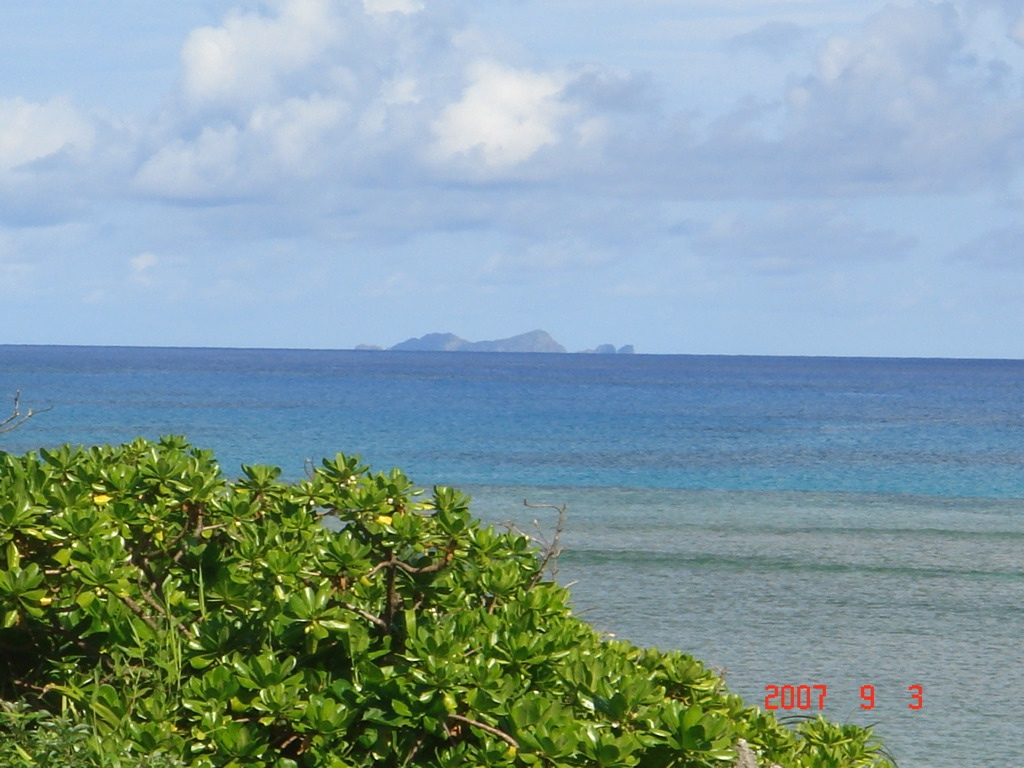
波照間島から見る仲の神島

仲の神島（なかのかみしま）は、八重山列島にある無人島である。

## 概要
西表島の南西約16kmに位置する。行政区域としては沖縄県八重山郡竹富町字崎山に属し、全島及び周辺海域は西表石垣国立公園の指定区域の一部を構成する。全域が国有地である。
島の周囲は、釣りやスクーバダイビングのスポットとなっている。

## 名称
「仲ノ神島」、「仲之神島」とも表記される。
また、「なかのうがんじま」、「なかのおがんじま」とも呼ばれ、「仲御神島」、「仲の御神島」、「仲之御神島」、「仲之御嶽島」等と表記する。国土地理院の2万5千分の1地形図の分図名は「中御神島」とされており、同島に位置する二等三角点も「中御神島」とされる。
方言では「ナカヌオン」、「ナニワン」、「ナリワン」と呼ぶ。ダイバー等からは「オガン」という通称で呼ばれる。

## 地理
島は、ほぼ東西方向に細長く、東西約1.5km、南北約 0.3km、周囲1.26km。大小2つの丘が連なり、海上からはひょうたん形に見える。島の周囲は崖で、内陸部は草地になっている。島の最高地点は標高102mの中森。東端には北割（にしばり）、西端には天馬崎と呼ばれる岬がある。
地質は、新第三紀中新世に形成された八重山層群の砂岩とそれが風化した砂礫質で構成されており、中央部では厚さ1m程度の腐食土が発達している。

## 生物

### 動物
日本有数の海鳥の繁殖地として知られており、セグロアジサシをはじめ、オオミズナギドリ、カツオドリ、アカオネッタイチョウ、クロアジサシ、エリグロアジサシ、ベニアジサシなど1万羽を越える海鳥が営巣する。これらにより1972年（昭和47年）5月15日に「仲の神島海鳥繁殖地」として国の天然記念物に指定されており、島への上陸には環境省の許可が必要である。また、1981年（昭和56年）3月31日には、国指定「仲の神島鳥獣保護区」（集団繁殖地）に指定され（面積18ha）、1998年（平成10年）には全域が「仲の神島特別保護地区」に指定されている。
日本のオオミズナギドリの繁殖地の多くでは第二次世界大戦の戦前、戦中、戦後の時期に組織的に捕獲が行われ、いくつかの繁殖地では生息数が激減した。本島でもオオミズナギドリを含む海鳥類の組織的採集や、近隣住民によるの入島採取が行われた。

### 植物
分布する植物の種類は多くないが、島の中央部ではガジュマルが強い潮風のために匍匐状に生育している。タイワンハマサジは、日本国内では本島のみに分布しており、環境省及び沖縄県のレッドリストでそれぞれ絶滅危惧IA類（CR）に指定されている。